# اف‌جی‌آی-۱۰۶
اف‌جی‌آی-۱۰۶ یک داروی ضد ویروس وسیع الطیف است. این ماده به عنوان مهارکننده ای عمل می کند که ورود ویروس به سلول میزبان را مسدود می کند. در آزمایش‌های حیوانی، اف‌جی‌آی-۱۰۶ هر دو عملکرد پیشگیرانه و درمانی را در برابر طیف وسیعی از ویروس های کشنده نشان می دهد که درمان های محدودی برای آن موجود است ، از جمله ویروس تب دره نشستی ،ویروس تب خونریزی‌دهنده کریمه-کنگو، ویروس تب دنگی، ویروس ابولا و ویروس ماربورگ .  